# The Final Season – Daran wirst du dich immer erinnern
The Final Season ist ein US-amerikanisches Filmdrama aus dem Jahr 2007. Regie führte David M. Evans, das Drehbuch schrieben Art D’Alessandro und James Grayford.

## Handlung
Die Baseballmannschaft der High School der Kleinstadt Norway gewinnt in 24 Jahren 19 Meisterschaften des Bundesstaates Iowa. Aus Haushaltsgründen fusioniert die Schule mit einer anderen, weswegen das Team aufgelöst werden soll. Jim Van Scoyoc, der mehrere Jahre als Coach tätig war, wird entlassen. Einige Bewohner fürchten um die Identität des Ortes. Der früher als Assistent von Scoyoc tätige Kent Stock trainiert das Team vor der letzten Meisterschaft, die ein weiteres Mal gewonnen wird.

## Kritiken
Kirk Honeycutt spottete in der Zeitschrift The Hollywood Reporter vom 9. Oktober 2007, jede Szene zeige die Liebe der Filmautoren zum Baseball, aber keine – die Liebe zum guten Drama. Das auf wahren Ereignissen vom Anfang der 1990er Jahre beruhende Drehbuch sei armselig und zu vorhersehbar; die Dialoge seien „Käse“. Die Darstellungen seien „aufrichtig“, aber „hölzern“; den „routinierten“ Baseball-Spielszenen fehle Spannung.

## Hintergründe
Der Film wurde in Cedar Rapids (Iowa) und in Norway (Iowa) gedreht. Er startete in den Kinos der USA am 12. Oktober 2007 und spielte dort ca. 1,16 Millionen US-Dollar ein.